# Багатоканальна мережа
Багатоканальна мережа, скорочено МКМ, також мультиканальна мережа (від англ. multi-channel network, MCN) або медіамережа, — організація, що надає допомогу в управлінні каналом на YouTube.

## Типи мереж
Розділяють два типи багатоканальних мереж:
- Звичайна багатоканальна мережа — мережа, яка не залежить від будь-яких інших багатоканальних мереж;

- Багатоканальна мережа нижнього рівня (SubNetwork) — мережа, що залежить від будь-якої іншої звичайної багатоканальної мережі[3].

Для того щоб вступити в багатоканальну мережу для початку автору необхідно приєднатися до партнерської програми YouTube. Для цього потрібно зв'язати свій канал з єдиною системою монетизації контенту AdSense в сервісах компанії Google, а також набрати на своєму каналі як мінімум одну тисячу передплатників і не менше чотирьох тисяч годин перегляду відеороликів за останні 12 місяців. Дані вимоги були введені в січні 2018 року для боротьби зі зловмисниками, раніше на відеоплатформі не було ніяких обмежень для монетизації відеоконтенту. Після дотримання цих критеріїв автор отримує можливість включити монетизацію свого контенту, щоб почати отримувати дохід з комерційних переглядів відеороликів, а також від переглядів глядачів, підписаних на YouTube Premium і від інших платних сервісів YouTube. Партнерська програма забирає 45 відсотків від загальної суми доходу каналу, решта 55 йдуть автору контенту.
Коли всі вищеописані вимоги були дотримані, в автора з'являється можливість подати заявку на вступ в одну з медіамереж YouTube, проте це не обов'язково, але будь-яка багатоканальна мережа має широкий спектр переваг, порівнюючи з партнерською програмою YouTube. Також будь-яка багатоканальна мережа має право ставити додаткові критерії для підключення авторів.

## Переваги
Для залучення талановитих авторів багатоканальні мережі пропонують їм спектр різних переваг, які не надає сам YouTube. І хоча останнім часом відеохостинг практично зрівняв в правах авторів, підключених до партнерської програми YouTube, й авторів, підключених до багатоканальних мереж, медіамережі мають ряд переваг, порівнюючи з партнерською програмою YouTube. Ось деякі з них:
- Вивід зароблених коштів нижче планки в сто доларів, встановленої системою монетизації контенту Google AdSense;
- Вивід зароблених коштів на електронні грошові системи, які не підтримує Google AdSense[9];
- Підтримка з будь-яких питань, пов'язаних із YouTube, в тому числі за помилковими порушеннями;
- Співпраця з партнерами схожої тематики для взаємного просування;
- Співпраця з великими рекламодавцями;
- Підключення до системи Content ID.

## Недоліки
Як і переваги, недоліки для кожної багатоканальної мережі опційні, однак статичним недоліком для кожної мережі можна вважати поділ доходу. Кожна медіамережа бере певний відсоток за роботу з нею. Цей відсоток кожна мережа має право вибирати сама. Тобто з загального доходу каналу спочатку бере певний відсоток сам YouTube, а потім вже медіамережа, з якою співпрацює автор.